# Sechs Deutsche Liebeslieder
Sechs Deustsche Liebeslieder aus der Jugend is een liederenbundel gecomponeerd door Agathe Backer-Grøndahl. Ze schreef de liederen voor mezzosopraan of bariton met pianobegeleiding. De bundel werd uitgegeven door Warmuth Musikforlag (nrs. 2621-2626). Lied nummer 6 (Geächtet) is opgedragen aan zangeres Camilla Wiese. De tekst van lied nummer 5 (Es muss was Wunderbares sein) wordt niet toegeschreven aan iemand, maar zou zijn van Oskar von Redwitz. Drie van de zes liederen waren eerder geschreven, lied 1 en 2 in 1869 en lied 3 in 1884; dit fenomeen komt vaker voor in het oeuvre van deze componiste. 
De liederen werden geschreven met teksten van verschillende schrijvers:
1. In dunkler Nacht op tekst van Marie von Collignon in andantino, As majeur, 3/4-maatsoort
2. Volkslied op traditionele tekst in moderato in cis mineur in 4/4-maatsoort
3. Namenloses Weh op tekst van Agnes R. in andante espressivo, g mineur, 4/4-maatsoort
4. Rastlose Liebe op tekst van Johann Wolfgang von Goethe, allegro molto agitato, g mineur, 6/8-maatsoort
5. Es muss was Wunderbares sein in andante espressivo, E majeur, 6/8-maatsoort
6. Geächtet op tekst van Carmen Sylva in allegro agitato, a mineur, 4/4-maatsoort.

De achternaam van Goethe is in de drukken gespeld als Göthe.